# Mistrzostwa Polski w Skokach Narciarskich 1978
53. Mistrzostwa Polski w Skokach Narciarskich – zawody o mistrzostwo Polski w skokach narciarskich, które odbyły się w dniach 2-4 lutego 1978 roku na Średniej i Wielkiej Krokwi w Zakopanem.
W konkursie indywidualnym na skoczni normalnej zwyciężył Stanisław Bobak, srebrny medal zdobył Stanisław Kawulok, a brązowy – Kazimierz Długopolski. Na dużym obiekcie najlepszy okazał się Długopolski przed Tadeuszem Pawlusiakiem i Kawulokiem.

## Wyniki

### Konkurs indywidualny na normalnej skoczni (02.02.1978)
| Miejsce | Zawodnik              | Klub                 | Skok 1 | Skok 2 | Punkty |
| ------- | --------------------- | -------------------- | ------ | ------ | ------ |
| 1.      | Stanisław Bobak       | WKS Zakopane         | 79,5   | 79,5   | 249,5  |
| 2.      | Stanisław Kawulok     | ROW Rybnik           | 77,5   | 74,0   | 235,5  |
| 3.      | Kazimierz Długopolski | Start Zakopane       | 79,0   | 70,5   | 232,4  |
| 4.      | Apoloniusz Tajner     | ROW Rybnik           | 72,0   | 69,0   | 215,5  |
| 5.      | Henryk Tajner         | Olimpia Goleszów     | 72,5   | 69,5   | 212,3  |
| 6.      | Andrzej Zarycki       | LKS Poroniec Poronin | 69,5   | 70,0   | 210,3  |
| 7.      | Józef Pawlusiak       | WKS Zakopane         | 73,0   | 68,0   | 208,2  |
| 8.      | Tadeusz Tajner        | WKS Zakopane         | 65,5   | 69,5   | 202,6  |

W konkursie wzięło udział 55 zawodników.

### Konkurs indywidualny na dużej skoczni (04.02.1978)
| Miejsce | Zawodnik              | Klub               | Skok 1 | Skok 2 | Punkty |
| ------- | --------------------- | ------------------ | ------ | ------ | ------ |
| 1.      | Kazimierz Długopolski | Start Zakopane     | 108,5  | 106,5  | 243,5  |
| 2.      | Tadeusz Pawlusiak     | BBTS Bielsko-Biała | 106,5  | 101,0  | 229,0  |
| 3.      | Stanisław Kawulok     | ROW Rybnik         | 101,0  | 99,5   | 216,2  |
| 4.      | Tadeusz Tajner        | WKS Zakopane       | 100,5  | 100,0  | 214,7  |
| 5.      | Józef Tajner          | Olimpia Goleszów   | 100,0  | 100,0  | 213,0  |
| 6.      | Stanisław Bobak       | WKS Zakopane       | 99,5   | 97,0   | 208,6  |
| 7.      | Piotr Fijas           | WKS Zakopane       | 99,0   | 99,5   | 208,4  |
| 8.      | Józef Pawlusiak       | WKS Zakopane       | 98,0   | 96,5   | 199,3  |

W konkursie wzięło udział 44 zawodników.